# Epharmottomena
Epharmottomena is een geslacht van vlinders van de familie spinneruilen (Erebidae), uit de onderfamilie Calpinae.

## Soorten
- E. albiluna (Hampson, 1899)
- E. eremophila Rebel, 1895
- E. gelida Brandt, 1939
- E. gorgonula Wiltshire, 1979
- E. leucodonta (Hampson, 1926)
- E. nana Staudinger, 1884
- E. sublimbata Berio, 1894
- E. tenera (Brandt, 1939)
- E. waterstoni (Wiltshire, 1949)